# Подводные лодки проекта 671РТ «Сёмга»
Подводные лодки проекта 671РТ «Сёмга» — серия советских атомных подводных лодок. Модификация проекта 671 «Ёрш» с возможностью использовать ракето-торпеды (отсюда — РТ в названии).
За достигнутые показатели в снижении шумности проекта 671РТ большая группа сотрудников конструкторского бюро, Адмиралтейского завода и смежных предприятий была награждена орденами и медалями, Государственной премии удостоены главный конструктор Г. Н. Чернышев, его заместитель В. Д. Левашов и главный конструктор по вооружению Л. А. Подвязников. Головная подводная лодка проекта 671РТ заложена 2 апреля 1971 года на заводе «Красное Сормово». Все АПЛ проекта 671РТ базировались на Северном флоте и совершили от 6 до 12 автономных боевых служб каждая.

## Конструкция
Проект 671РТ «Сёмга» разрабатывался на базе проекта 671 «Ёрш», основные изменения были вызваны принципиальным усилением вооружения кораблей: два из шести торпедных аппаратов получили калибр 650 мм вместо 533 мм, все аппараты были приспособлены для использования противолодочных ракето-торпед «Вьюга-65» и «Вьюга-53» соответственно. Поступившие на вооружение крупнокалиберные торпеды 65-73, для которых «Сёмги» стали первыми носителями, существенно увеличивали возможности подводных лодок по борьбе с кораблями, благодаря ядерной боевой части мощностью 20 килотонн для гарантированного вывода крупной надводной цели из строя требовалось 1-2 таких торпеды вместо десятка попаданий торпед калибра 533 мм. Кроме того, за увеличением габаритов торпеды последовали рост её скорости и дальности, что увеличивало боевую устойчивость подводных лодок.
По сравнению с проектом 671 гидроакустический комплекс МГК-300Т «Рубин» был заменён на МГК-400 «Рубикон», а на смену радиолокационному комплексу РЛК-101М «Альбатрос» пришёл МРК-50 «Каскад».
Кроме нового вооружения, проект 671РТ получил ряд мер по снижению шумности, более мощный дизель-генератор (460 кВт вместо двух по 200 кВт). Всё это привело к увеличению длины лодки по сравнению с предыдущим проектом на 4,8 метра, ростом полного водоизмещения на 350 тонн и, из-за сохранения энергетической установки без изменений, к падению максимальной подводной скорости с 32-33 узлов до 30 узлов. Так как основное увеличение объёмов пришлось на носовой отсек, то для обеспечения непотопляемости он был разделён на две части горизонтальной герметичной палубой.

## Представители
| Номер | Зав.№ | Закладка   | Спуск      | Вступление в строй | Завод           | Списание | Статус                                |
| ----- | ----- | ---------- | ---------- | ------------------ | --------------- | -------- | ------------------------------------- |
| К-387 | 801   | 02.04.1971 | 02.09.1972 | 30 декабря 1972    | Красное Сормово | 1995     | Утилизирована 2005                    |
| К-371 | 802   | 27.02.1973 | 30.07.1974 | 29 декабря 1974    | Красное Сормово | 1996     | Утилизирована 2002                    |
| К-495 | 01621 | 28.09.1974 | 26.08.1975 | 30 декабря 1975    | ЛАО             | 1993     | Утилизирована 2006                    |
| К-513 | 01625 | 22.07.1975 | 21.08.1976 | 27 декабря 1976    | ЛАО             | 1993     | Утилизирована 2004                    |
| К-467 | 803   | 19.11.1974 | 07.05.1976 | 29 декабря 1976    | Красное Сормово | 1996     | Утилизирована 2001                    |
| К-488 | 804   | 15.12.1976 | 08.10.1977 | 29 октября 1978    | Красное Сормово | 1993     | Утилизирована 2002                    |
| К-517 | 01627 | 23.03.1977 | 24.08.1978 | 31 декабря 1978    | ЛАО             | 1993     | Утилизирована 2005                    |
| К-505 | 805   | 01.1975    |            |                    | Красное Сормово |          | Не достраивалась Разобрана на стапеле |

## Современный статус
Все лодки проекта были исключены из состава флота в 1993—1995 годах и впоследствии утилизированы.